# Post hoc ergo propter hoc
Post hoc ergo propter hoc is een klassieke drogreden, verwant met cum hoc ergo propter hoc. Deze uitdrukking is Latijn en betekent letterlijk: "hierna, dus hierdoor".
Bij deze drogreden wordt uitgegaan van een situatie waarin verschijnsel B zich voordoet nadat verschijnsel A zich net heeft voorgedaan. Dan wordt ten onrechte de gevolgtrekking gemaakt dat B het gevolg is van A. Dit is een drogreden omdat het heel goed mogelijk is dat deze overeenkomst qua tijdstip toevallig is, of dat A en B beide gevolg zijn van een derde verschijnsel C.

## Voorbeeld
"Telkens nadat Kritias voor de tempel tot Zeus heeft gebeden, vindt hij bij thuiskomst een zak met eten voor de deur. Dus moet het verschijnen van dit eten wel het gevolg zijn van zijn gebeden."
De fout ligt hierin: de genoemde causale verklaring kan weliswaar de genoemde verschijnselen verklaren, maar er zijn nog wel andere verklaringen mogelijk, die veel waarschijnlijker zijn (zie Ockhams scheermes). Een of andere liefdadige instelling zou bijvoorbeeld op gezette tijden eten kunnen uitdelen aan behoeftige personen. Als dit tijdstip toevallig samenvalt met het tijdstip waarop Kritias altijd gaat bidden, komt hij dus tot een foutieve gevolgtrekking.